# Fajsławice (gemeente)
De gemeente Fajsławice is een landgemeente in het Poolse woiwodschap Lublin, in powiat Krasnostawski.
De zetel van de gemeente is in Fajsławice.
Op 30 juni 2004 telde de gemeente 5099 inwoners.

## Oppervlaktegegevens
In 2002 bedroeg de totale oppervlakte van gemeente Fajsławice 70,69 km², waarvan:
- agrarisch gebied: 90%
- bossen: 4%

De gemeente beslaat 6,21% van de totale oppervlakte van de powiat.

## Demografie
Stand op 30 juni 2004:
| Omschrijving                   | Totaal | Totaal | Vrouwen | Vrouwen | Mannen | Mannen |
| ------------------------------ | ------ | ------ | ------- | ------- | ------ | ------ |
| eenheid                        | aantal | %      | aantal  | %       | aantal | %      |
| inwoners                       | 5099   | 100    | 2580    | 50,6    | 2519   | 49,4   |
| bevolkingsdichtheid (inw./km²) | 72,1   | 72,1   | 36,5    | 36,5    | 35,6   | 35,6   |

In 2002 bedroeg het gemiddelde inkomen per inwoner 1282,9 zł.

## Administratieve plaatsen (sołectwo)
Bielecha, Boniewo, Dziecinin, Fajsławice, Ignasin, Kosnowiec, Ksawerówka, Siedliska Drugie, Siedliska Pierwsze, Marysin, Suchodoły, Wola Idzikowska.
Zonder de status sołectwo : Zosin.

## Aangrenzende gemeenten
Łopiennik Górny, Piaski, Rybczewice, Trawniki
- Gemeinsame Normdatei: 4449137-2
- Virtual International Authority File: 159611271